# جيمس دان
جيمس دان (25 نوفمبر 1900 بغلاسكو في المملكة المتحدة - 20 أغسطس 1963) هو لاعب كرة قدم بريطاني (وحمل سابقاً جنسية المملكة المتحدة لبريطانيا العظمى وأيرلندا) في مركز الهجوم. شارك مع منتخب اسكتلندا لكرة القدم. أما مع النوادي، فقد لعب مع نادي إيفرتون ونادي هيبرنيان ونادي إكزتر سيتي.

## مسيرته الرياضية
ولد دان في غلاسكو ولقب بـ "الزنجبيل" بسبب شكل شعره، بدأ مسيرته المهنية في عام 1920عندما وقع عقدا مع فريق هيبرنيان. مكث ثماني سنوات مع نادي إدنبرة (304 مباراة، 103 أهداف في الدوري الاسكتلندي لكرة القدم وكأس اسكتلندا) وساعدهم في الوصول إلى نهائيات كأس اسكتلندا على التوالي في عامي 1923 و1924، على الرغم من حصوله على ميدالية الوصيف في كل مناسبة.

## وصلات خارجية
- جيمس دان على موقع الاتحاد الإسكتلندي (الإنجليزية)
- جيمس دان على موقع قاعدة بيانات كرة القدم.إي يو (الإنجليزية)
- جيمس دان على موقع ناشيونال فوتبول تيمز (الإنجليزية)